# Sciomesa
Sciomesa is een geslacht van vlinders van de familie Uilen (Noctuidae).

## Soorten
- S. agrocyma Fletcher, 1961
- S. argocyma Fletcher D. S., 1961
- S. betschi Viette, 1967
- S. biluma Nye, 1959
- S. constantini Laporte, 1984
- S. cyclophora Fletcher D. S., 1961
- S. etchecopari Laporte, 1975
- S. janthina Viette, 1960
- S. jemjemensis Laporte, 1984
- S. mesophaena (Aurivillius, 1910)
- S. mesoscia (Hampson, 1918)
- S. mirifica Laporte, 1984
- S. nyei Fletcher D. S., 1961
- S. oberthueri Viette, 1967
- S. ochroneura Fletcher D. S., 1963
- S. piscator Fletcher D. S., 1961
- S. renibifida Berio, 1973
- S. scotochroa (Hampson, 1914)
- S. secata Berio, 1977
- S. shoestedti (Aurivillius, 1925)
- S. sjostedti Aurivillius, 1925
- S. venata Fletcher D. S., 1961